# Aconodes persimilis
Aconodes persimilis là một loài bọ cánh cứng trong họ Cerambycidae.